# Leichtathletik-Weltmeisterschaften 1995/100 m der Männer

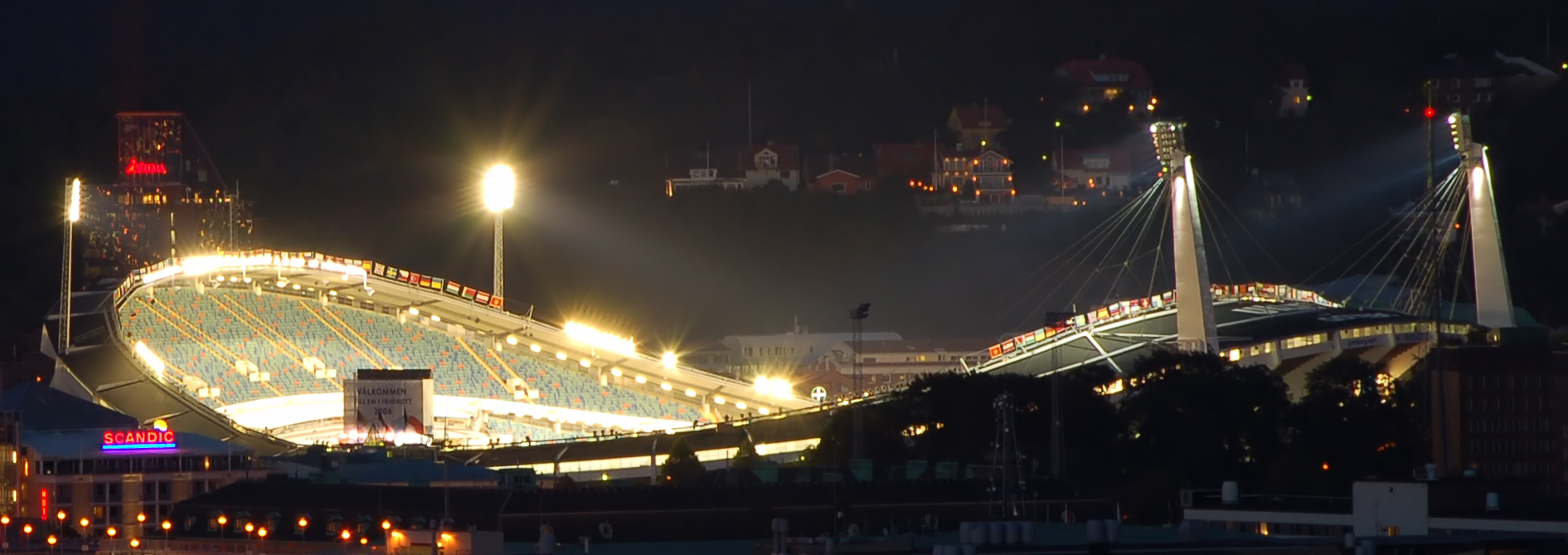
Das Göteborger Ullevi-Stadion im Jahr 2006

Der 100-Meter-Lauf der Männer bei den Leichtathletik-Weltmeisterschaften 1995 wurde am 5. und 6. August 1995 im Göteborger Ullevi-Stadion ausgetragen.
Die kanadischen Sprinter konnten in diesem Wettbewerb einen Doppelsieg feiern. Weltmeister wurde Donovan Bailey. Er gewann vor Bruny Surin. Die beiden Kanadier errangen am Schlusstag als Mitglieder ihrer 4-mal-100-Meter-Staffel mit Gold noch eine weitere Medaille. Bronze ging an Ato Boldon aus Trinidad und Tobago.

## Bestehende Rekorde
| Weltrekord               | 9,85 s | Leroy Burrell | Lausanne, Schweiz       | 6. Juli 1994    |
| Weltmeisterschaftsrekord | 9,86 s | Carl Lewis    | WM 1991 in Tokio, Japan | 25. August 1991 |

Der bestehende WM-Rekord wurde nicht eingestellt und nicht verbessert.
Die Windbedingungen waren in zahlreichen Rennen nicht günstig, häufig hatten die Sprinter mit Gegenwind zu kämpfen. Im Finale gab es allerdings eine Rückenwindunterstützung von 1,0 m/s. Der kanadische Weltmeister Donovan Bailey unterbot als einziger Läufer die Marke von zehn Sekunden.

## Vorrunde
Die Vorrunde wurde in zwölf Läufen durchgeführt. Die ersten drei Athleten pro Lauf – hellblau unterlegt – sowie die darüber hinaus vier zeitschnellsten Läufer – hellgrün unterlegt – qualifizierten sich für das Viertelfinale.

### Vorlauf 1
5. August 1995, 11:45 Uhr
Wind: +0,6 m/s
| Platz | Name               | Nation                  | Zeit (s) |
| ----- | ------------------ | ----------------------- | -------- |
| 1     | Deji Aliu          | Nigeria                 | 10,20    |
| 2     | Darren Braithwaite | Großbritannien          | 10,25    |
| 3     | Édson Ribeiro      | Brasilien               | 10,37    |
| 4     | Yiannis Zisimides  | Zypern                  | 10,53    |
| 5     | Vitaly Medvedev    | Kasachstan              | 10,54    |
| 6     | Nigel Jones        | Grenada                 | 10,88    |
| 7     | Alberto Méndez     | Dominikanische Republik | 10,92    |
| 8     | Tolutaʻu Koula     | Tonga                   | 10,98    |

### Vorlauf 2
5. August 1995, 11:51 Uhr
Wind: −0,3 m/s
| Platz | Name             | Nation    | Zeit (s) |
| ----- | ---------------- | --------- | -------- |
| 1     | Frank Fredericks | Namibia   | 10,18    |
| 2     | Andrei Grigorjew | Russland  | 10,24    |
| 3     | Obadele Thompson | Barbados  | 10,27    |
| 4     | Ousmane Diarra   | Mali      | 10,38    |
| 5     | Benjamin Sirimou | Kamerun   | 10,51    |
| 6     | Franck Amégnigan | Togo      | 10,81    |
| 7     | Abdulaziz Mattar | Bahrain   | 10,93    |
| 8     | Ahmed Shageef    | Malediven | 11,46    |

### Vorlauf 3
5. August 1995, 11:57 Uhr
Wind: +0,7 m/s
| Platz | Name            | Nation     | Zeit (s) |
| ----- | --------------- | ---------- | -------- |
| 1     | Donovan Bailey  | Kanada     | 10,13    |
| 2     | Maurice Greene  | USA        | 10,26    |
| 3     | Paul Henderson  | Australien | 10,35    |
| 4     | Oleh Kramarenko | Ukraine    | 10,46    |
| 5     | Daniel Cojocaru | Rumänien   | 10,67    |
| 6     | Azmi Ibrahim    | Malaysia   | 10,76    |
| 7     | Tesfaye Jenbere | Äthiopien  | 11,20    |

### Vorlauf 4
5. August 1995, 12:03 Uhr
Wind: ±0,0 m/s
| Platz | Name                    | Nation                | Zeit (s) |
| ----- | ----------------------- | --------------------- | -------- |
| 1     | Michael Green           | Jamaika               | 10,20    |
| 2     | Augustine Nketia        | Neuseeland            | 10,24    |
| 3     | Jason John              | Großbritannien        | 10,25    |
| 4     | Lars Hedner             | Schweden              | 10,43    |
| 5     | Sanusi Turay            | Sierra Leone          | 10,43    |
| 6     | Alexandros Terzian      | Griechenland          | 10,47    |
| 7     | Matarr Njie             | Gambia                | 11,05    |
| 8     | Odair Pericles da Costa | São Tomé und Príncipe | 11,19    |

### Vorlauf 5
5. August 1995, 12:09 Uhr
Wind: −0,2 m/s
| Platz | Name             | Nation              | Zeit (s) |
| ----- | ---------------- | ------------------- | -------- |
| 1     | Ato Boldon       | Trinidad und Tobago | 10,24    |
| 2     | Peter Karlsson   | Schweden            | 10,35    |
| 3     | Glenroy Gilbert  | Kanada              | 10,36    |
| 4     | Jaime Barragán   | Mexiko              | 10,53    |
| 5     | Jorge Aguilera   | Kuba                | 10,58    |
| 6     | Frutos Feo       | Spanien             | 10,59    |
| 7     | Fredrick Canon   | Nauru               | 11,51    |
| 8     | Tururangi Tarapu | Cookinseln          | 11,85    |

### Vorlauf 6
5. August 1995, 12:15 Uhr
Wind: −0,7 m/s
| Platz | Name                    | Nation              | Zeit (s) |
| ----- | ----------------------- | ------------------- | -------- |
| 1     | Bruny Surin             | Kanada              | 10,24    |
| 2     | Raymond Stewart         | Jamaika             | 10,27    |
| 3     | Ibrahim Méité           | Elfenbeinküste      | 10,40    |
| 4     | Satoru Inoue            | Japan               | 10,56    |
| 5     | Aleksey Chikhachov      | Ukraine             | 10,56    |
| 6     | Peter Pulu              | Papua-Neuguinea     | 10,68    |
| 7     | Lin Wei                 | Volksrepublik China | 10,68    |
| 8     | Ahmed al-Moamari Bashir | Oman                | 10,94    |

### Vorlauf 7
5. August 1995, 12:21 Uhr
Wind: −1,3 m/s
| Platz | Name                | Nation       | Zeit (s) |
| ----- | ------------------- | ------------ | -------- |
| 1     | Emmanuel Tuffour    | Ghana        | 10,24    |
| 2     | Alexios Alexopoulos | Griechenland | 10,35    |
| 3     | Witali Sawin        | Kasachstan   | 10,49    |
| 4     | Claus Hirsbro       | Dänemark     | 10,52    |
| 5     | Dmitriy Vanyaikin   | Ukraine      | 10,62    |
| 6     | Garfield Gill       | Barbados     | 10,90    |
| 7     | Albert Juan         | Guam         | 11,56    |
| 8     | Darren Tuitt        | Montserrat   | 11,67    |

### Vorlauf 8
5. August 1995, 12:27 Uhr
Wind: −0,1 m/s
| Platz | Name                  | Nation         | Zeit (s) |
| ----- | --------------------- | -------------- | -------- |
| 1     | Linford Christie      | Großbritannien | 10,26    |
| 2     | Marc Blume            | Deutschland    | 10,39    |
| 3     | Alexandr Porchomowski | Russland       | 10,44    |
| 4     | Matias Ghansah        | Schweden       | 10,49    |
| 5     | Resat Oguz            | Türkei         | 10,65    |
| 6     | Fabian Muyaba         | Simbabwe       | 10,67    |
| 7     | Patrick Mocci Raoumbé | Gabun          | 10,73    |

### Vorlauf 9
5. August 1995, 12:33 Uhr
Wind: −0,8 m/s
| Platz | Name             | Nation              | Zeit (s) |
| ----- | ---------------- | ------------------- | -------- |
| 1     | Damien Marsh     | Australien          | 10,28    |
| 2     | Olapade Adeniken | Nigeria             | 10,30    |
| 3     | Renward Wells    | Bahamas             | 10,33    |
| 4     | Leonardo Prevost | Kuba                | 10,60    |
| 5     | Patrick Delice   | Trinidad und Tobago | 10,69    |
| 6     | Kfir Golan       | Israel              | 10,71    |
| 7     | Bimal Tarafdar   | Bangladesch         | 10,90    |

### Vorlauf 10
5. August 1995, 12:39 Uhr
Wind: +0,8 m/s
| Platz | Name                | Nation              | Zeit (s) |
| ----- | ------------------- | ------------------- | -------- |
| 1     | Chen Wenzhong       | Volksrepublik China | 10,37    |
| 2     | Robson da Silva     | Brasilien           | 10,37    |
| 3     | Shane Naylor        | Australien          | 10,45    |
| 4     | Fernando Ramirez    | Norwegen            | 10,53    |
| 5     | Huang Hsin-ping     | Chinesisch Taipeh   | 10,66    |
| 6     | Vladislav Chernobay | Kirgisistan         | 11,00    |
| DNS   | Davidson Ezinwa     | Nigeria             |          |

### Vorlauf 11
5. August 1995, 12:45 Uhr
Wind: −2,2 m/s
| Platz | Name                  | Nation              | Zeit (s) |
| ----- | --------------------- | ------------------- | -------- |
| 1     | Joel Isasi            | Kuba                | 10,44    |
| 2     | Stefan Burkart        | Schweiz             | 10,61    |
| 3     | Yoshitaka Ito         | Japan               | 10,62    |
| 4     | Sidney de Souza       | Brasilien           | 10,63    |
| 5     | Kurvin Wallace        | St. Kitts und Nevis | 10,82    |
| 6     | Francisco Obama Afang | Äquatorialguinea    | 11,82    |
| DNF   | Dennis Mitchell       | USA                 |          |

### Vorlauf 12
5. August 1995, 12:51 Uhr
Wind: −1,7 m/s
| Platz | Name                 | Nation              | Zeit (s) |
| ----- | -------------------- | ------------------- | -------- |
| 1     | Michael Marsh        | USA                 | 10,27    |
| 2     | Patrick Stevens      | Belgien             | 10,42    |
| 3     | Anninos Markoullidis | Zypern              | 10,43    |
| 4     | Chintake De Soysa    | Sri Lanka           | 10,60    |
| 5     | Miguel Janssen       | Aruba               | 10,73    |
| 6     | Alvin Daniel         | Trinidad und Tobago | 10,81    |
| 7     | Thanh Giang Cu       | Vietnam             | 11,18    |
| DNS   | Hassan Illiassou     | Niger               |          |

## Viertelfinale
Aus den fünf Viertelfinalläufen qualifizierten sich die jeweils ersten drei Athleten – hellblau unterlegt – sowie der darüber hinaus zeitschnellste Läufer – hellgrün unterlegt – für das Halbfinale.

### Viertelfinallauf 1

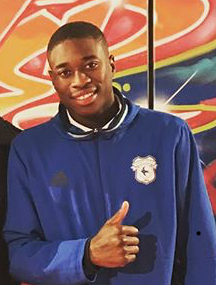
Ibrahim Méité erreichte mit seinen 10,50 s nicht das Halbfinale

5. August 1995, 15:30 Uhr
Wind: −0,3 m/s
| Platz | Name                 | Nation              | Zeit (s) |
| ----- | -------------------- | ------------------- | -------- |
| 1     | Donovan Bailey       | Kanada              | 10,18    |
| 2     | Damien Marsh         | Australien          | 10,25    |
| 3     | Robson da Silva      | Brasilien           | 10,29    |
| 4     | Alexios Alexopoulos  | Griechenland        | 10,29    |
| 5     | Chen Wenzhong        | Volksrepublik China | 10,32    |
| 6     | Anninos Markoullidis | Zypern              | 10,41    |
| 7     | Ibrahim Méité        | Elfenbeinküste      | 10,50    |
| 8     | Sanusi Turay         | Sierra Leone        | 10,55    |

### Viertelfinallauf 2
5. August 1995, 15:36 Uhr
Wind: ±0,0 m/s
| Platz | Name             | Nation         | Zeit (s) |
| ----- | ---------------- | -------------- | -------- |
| 1     | Linford Christie | Großbritannien | 10,15    |
| 2     | Raymond Stewart  | Jamaika        | 10,24    |
| 3     | Andrei Grigorjew | Russland       | 10,27    |
| 4     | Paul Henderson   | Australien     | 10,34    |
| 5     | Deji Aliu        | Nigeria        | 10,36    |
| 6     | Lars Hedner      | Schweden       | 10,41    |
| 7     | Patrick Stevens  | Belgien        | 10,42    |
| 8     | Witali Sawin     | Kasachstan     | 10,47    |

### Viertelfinallauf 3
5. August 1995, 15:42 Uhr
Wind: −0,8 m/s
| Platz | Name                  | Nation         | Zeit (s) |
| ----- | --------------------- | -------------- | -------- |
| 1     | Olapade Adeniken      | Nigeria        | 10,23    |
| 2     | Michael Green         | Jamaika        | 10,26    |
| 3     | Augustine Nketia      | Neuseeland     | 10,28    |
| 4     | Emmanuel Tuffour      | Ghana          | 10,29    |
| 5     | Jason John            | Großbritannien | 10,39    |
| 6     | Alexandr Porchomowski | Russland       | 10,52    |
| 7     | Ousmane Diarra        | Mali           | 10,54    |
| 8     | Stefan Burkart        | Schweiz        | 10,69    |

### Viertelfinallauf 4
5. August 1995, 15:48 Uhr
Wind: +2,1 m/s
| Platz | Name             | Nation      | Zeit (s) |
| ----- | ---------------- | ----------- | -------- |
| 1     | Michael Marsh    | USA         | 10,03    |
| 2     | Frank Fredericks | Namibia     | 10,09    |
| 3     | Joel Isasi       | Kuba        | 10,22    |
| 4     | Édson Ribeiro    | Brasilien   | 10,29    |
| 5     | Peter Karlsson   | Schweden    | 10,39    |
| 6     | Oleh Kramarenko  | Ukraine     | 10,40    |
| 7     | Marc Blume       | Deutschland | 10,40    |
| 8     | Glenroy Gilbert  | Kanada      | 10,41    |

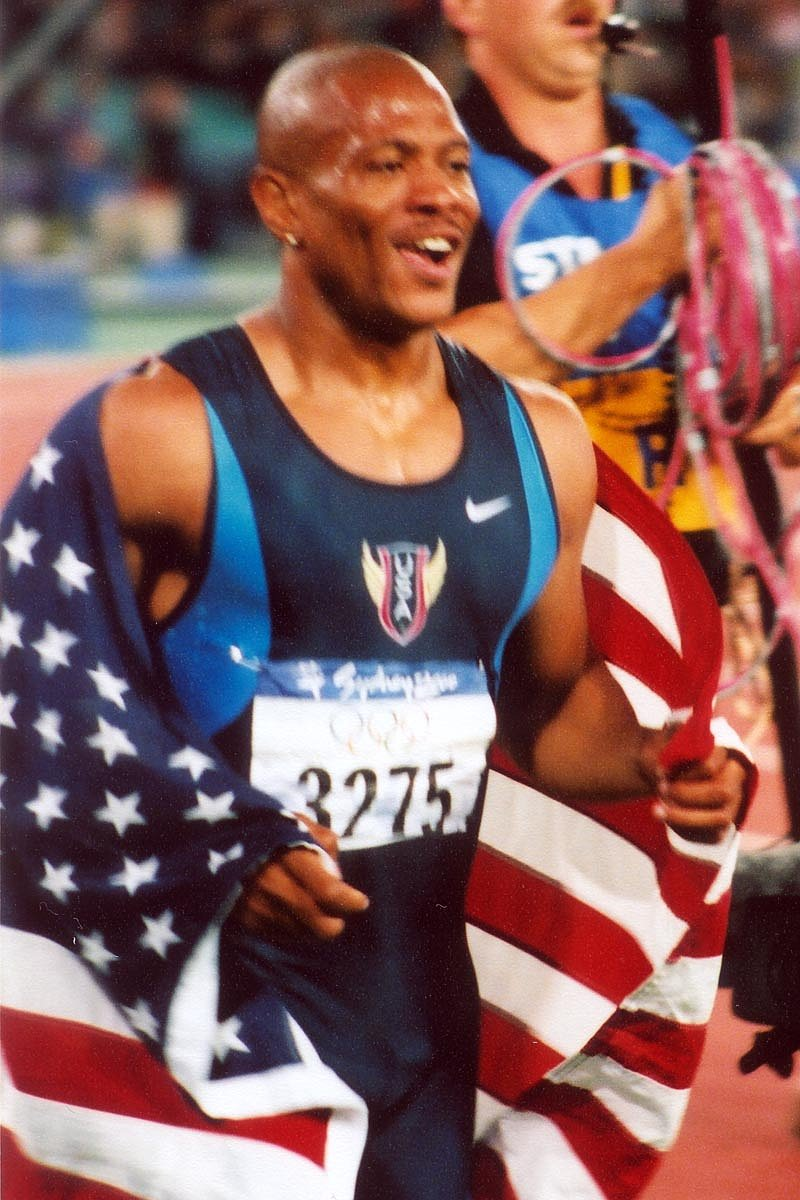
Maurice Greene (auf dem Foto als Olympiasieger von Sydney drei Jahre später) konnte sich hier mit 10,35 s nicht für das Halbfinale qualifizieren

### Viertelfinallauf 5
5. August 1995, 15:54 Uhr
Wind: −0,5 m/s
| Platz | Name               | Nation              | Zeit (s) |
| ----- | ------------------ | ------------------- | -------- |
| 1     | Ato Boldon         | Trinidad und Tobago | 10,04    |
| 2     | Bruny Surin        | Kanada              | 10,14    |
| 3     | Renward Wells      | Bahamas             | 10,18    |
| 4     | Darren Braithwaite | Großbritannien      | 10,23    |
| 5     | Obadele Thompson   | Barbados            | 10,30    |
| 6     | Maurice Greene     | USA                 | 10,35    |
| 7     | Yoshitaka Ito      | Japan               | 10,48    |
| 8     | Shane Naylor       | Australien          | 10,49    |

## Halbfinale
Aus den beiden Halbfinalläufen qualifizierten sich die jeweils ersten vier Athleten – hellblau unterlegt – für das Finale.

### Halbfinallauf 1

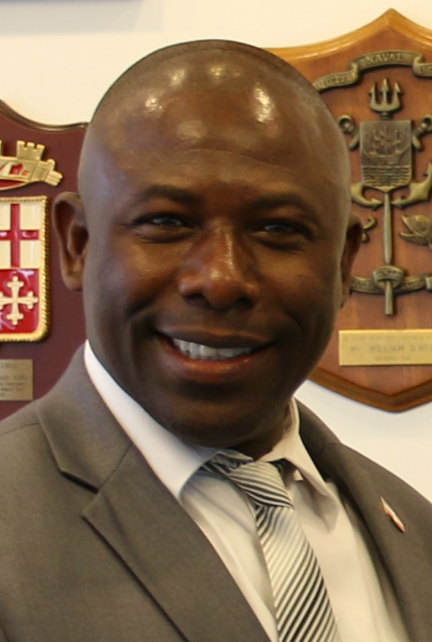
Renward Wells (hier als Politiker im Jahr 2019) schied als Sechster seines Halbfinalrennens aus

6. August 1995, 16:05 Uhr
Wind: −0,2 m/s
| Platz | Name             | Nation              | Zeit (s) |
| ----- | ---------------- | ------------------- | -------- |
| 1     | Bruny Surin      | Kanada              | 10,03    |
| 2     | Ato Boldon       | Trinidad und Tobago | 10,10    |
| 3     | Frank Fredericks | Namibia             | 10,10    |
| 4     | Linford Christie | Großbritannien      | 10,12    |
| 5     | Robson da Silva  | Brasilien           | 10,20    |
| 6     | Renward Wells    | Bahamas             | 10,27    |
| 7     | Michael Green    | Jamaika             | 10,30    |
| 8     | Augustine Nketia | Neuseeland          | 10,45    |

### Halbfinallauf 2

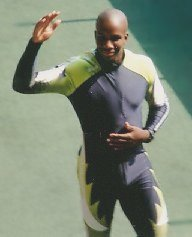
Weltmeister Donovan Bailey – er errang mit seiner Sprintstaffel am Schlusstag eine weitere Goldmedaille

6. August 1995, 16:11 Uhr
Wind: +1,8 m/s
| Platz | Name               | Nation         | Zeit (s) |
| ----- | ------------------ | -------------- | -------- |
| 1     | Donovan Bailey     | Kanada         | 10,04    |
| 2     | Michael Marsh      | USA            | 10,08    |
| 3     | Olapade Adeniken   | Nigeria        | 10,16    |
| 4     | Raymond Stewart    | Jamaika        | 10,17    |
| 5     | Damien Marsh       | Australien     | 10,20    |
| 6     | Joel Isasi         | Kuba           | 10,22    |
| 7     | Darren Braithwaite | Großbritannien | 10,28    |
| 8     | Andrei Grigorjew   | Russland       | 10,30    |

## Finale
6. August 1995, 18:55 Uhr
Wind: +1,0 m/s
| Platz | Name             | Nation              | Zeit (s) |
| ----- | ---------------- | ------------------- | -------- |
| 1     | Donovan Bailey   | Kanada              | 09,97    |
| 2     | Bruny Surin      | Kanada              | 10,03    |
| 3     | Ato Boldon       | Trinidad und Tobago | 10,03    |
| 4     | Frank Fredericks | Namibia             | 10,07    |
| 5     | Michael Marsh    | USA                 | 10,10    |
| 6     | Linford Christie | Großbritannien      | 10,12    |
| 7     | Olapade Adeniken | Nigeria             | 10,20    |
| 8     | Raymond Stewart  | Jamaika             | 10,29    |

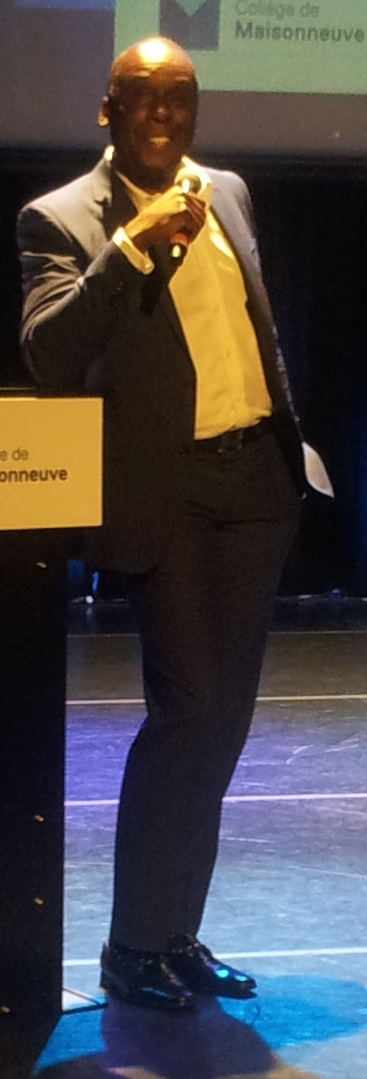
Vizeweltmeister Bruny Surin – für ihn gab es darüber hinaus am Schlusstag mit der kanadischen Sprintstaffel noch Gold
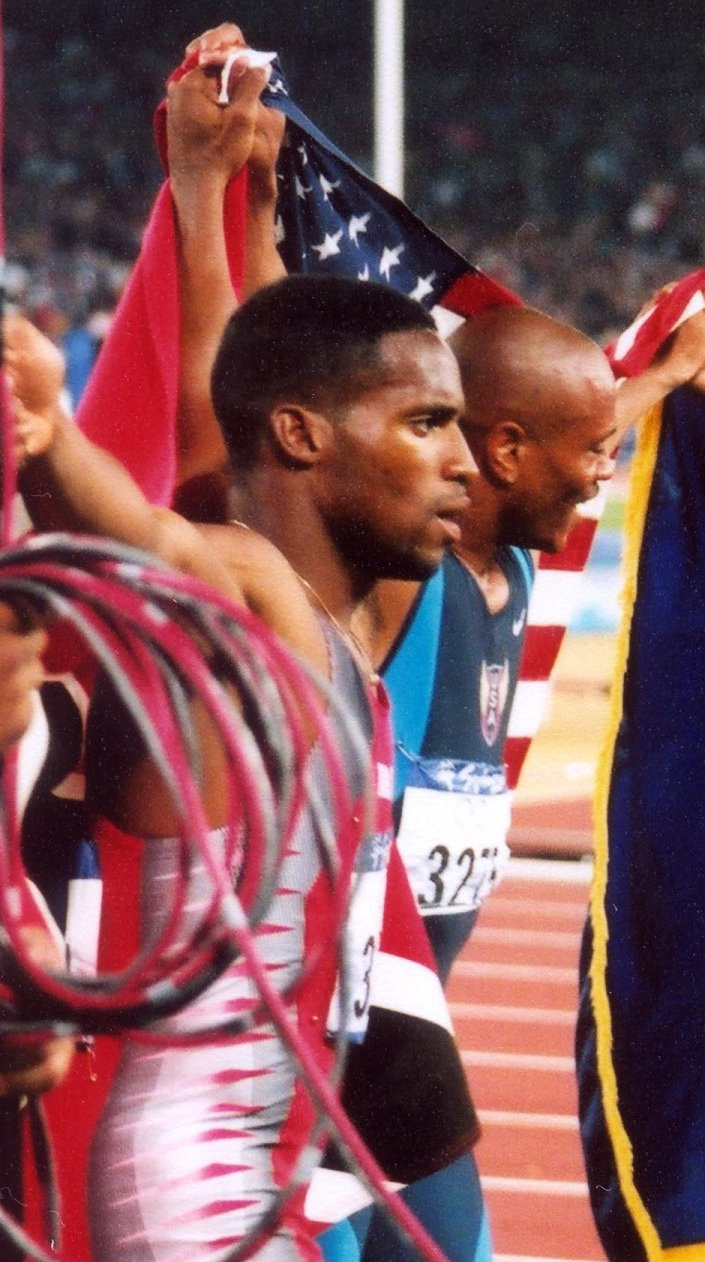
Bronzemedaillengewinner Ato Boldon (auf dem Foto als Olympiazweiter von 2000 zusammen mit Maurice Greene)
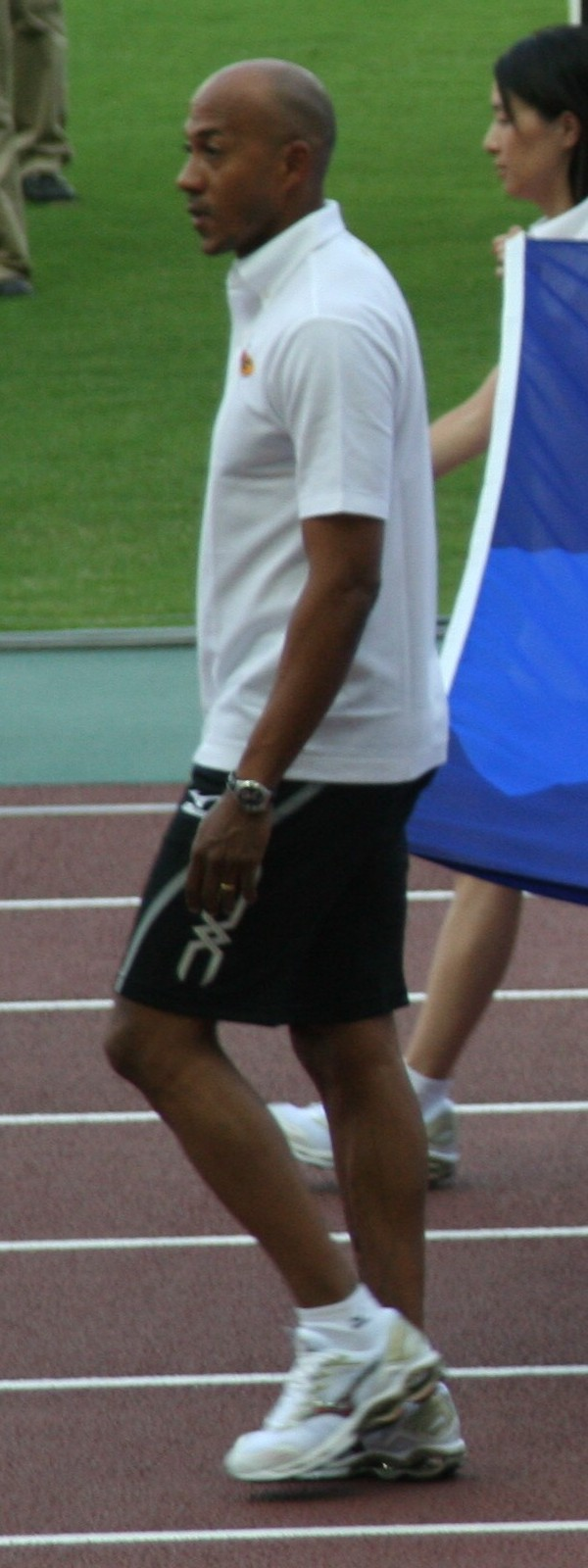
Frank Fredericks, zwei Jahre zuvor Weltmeister über 200 Meter, belegte Rang vier – fünf Tage später errang er Silber über 200 Meter
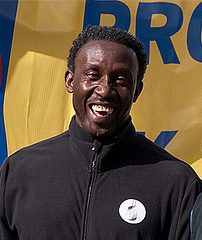
Titelverteidiger Linford Christie erreichte diesmal Platz sechs

## Video
- Men's 100m World Champs Gothenburg 1995 auf youtube.com, abgerufen am 23. Mai 2020